# Síran hlinitý
Síran hlinitý je anorganická sloučenina, hlinitá sůl kyseliny sírové se vzorcem Al2(SO4)3. Používá se především jako flokulační (vločkovací) činidlo při čištění pitné a odpadní vody a také při výrobě papíru.
Síran hlinitý bývá někdy nesprávně označován jako kamenec, ovšem kamence jsou podobné sloučeniny typizované síranem draselno-hlinitým (KAl(SO4)2·12H2O). Bezvodý síran hlinitý se vyskytuje v přírodě jako vzácný nerost millosevichit, přítomný například v sopečném prostředí nebo v hořících haldách hlušiny z uhelných dolů. Se síranem hlinitým se lze jen vzácně, pokud vůbec, setkat jako s bezvodou solí. Tvoří celou řadu hydrátů, z nichž nejčastější jsou hexadekahydrát (Al2(SO4)3·16H2O) a oktadekahydrát (Al2(SO4)3·18H2O). Pentahydrát ([Al(H2O)6]2(SO4)3·5H2O) se vyskytuje v přírodě jako minerál alunogen.

## Příprava
Síran hlinitý lze získat přidáním oxidu (Al2O3), uhličitanu (Al2(CO3)3) nebo hydroxidu hlinitého (Al(OH)3) do kyseliny sírové:
Al2O3 + 3 H2SO4 → Al2(SO4)3 + 3H2O
Al2(CO3)3 + 3 H2SO4 → Al2(SO4)3 + 3H2O + 3CO2
2 Al(OH)3 + 3 H2SO4 → Al2(SO4)3 + 6H2O
Síran hlinitý lze připravit také rozpouštěním hliníku v kyselině sírové, ale pouze zředěné. V koncentrované kyselině sírové se hliník pasivuje:
2 Al + 3 H2SO4(zřed.) → Al2(SO4)3 + 3H2

## Použití
Síran hlinitý se používá při čištění vody a jako mořidlo při barvení a potisku textilu. Při čištění vody způsobuje koagulaci nečistot, které se pak odstraňují jako částečky usazené na dně nádrže nebo se snadno odfiltrují. Tomuto procesu se říká flokulace čili vločkování.
Rozpustí-li se velké množství síranu hlinitého v neutrální nebo slabě zásadité vodě, vzniká želatinovitá sraženina hydroxidu hlinitého Al(OH)3. Při barvení a potisku textilií tato sraženina napomáhá přilnutí barviva k vláknům tím, že ho učiní nerozpustné.
Síran hlinitý se někdy používá ke snížení pH zahradní půdy, protože hydrolyzuje za vzniku sraženiny hydroxidu hlinitého a zředěné kyseliny sírové. Příkladem, co změna úrovně pH půdy může udělat s rostlinami, je hortenzie velkolistá (Hydrangea macrophylla). Tato rostlina při snížení pH půdy změní svoji barvu.
Síran hlinitý je aktivní složkou některých antiperspirantů; ovšem od roku 2005 není schválen FDA pro takové použití v USA.
Bývá také obsažen v kypřicích prášcích, což je ale kontroverzní, protože existují obavy ohledně hliníku v potravě.
Ve stavebnictví se síran hlinitý používá jako urychlovač a hydrofobní činidlo do betonu. Může sloužit také jako pěnidlo v hasicí pěně.
Bývá také v kamencových tyčinkách a používá se pro omezení bolesti při bodnutí hmyzem nebo požahání.
Může být též velmi účinný jako moluskocid, k hubení plzáka španělského.

## Chemické reakce
Při zahřívání na 580 až 900 °C se síran hlinitý rozkládá na oxid hlinitý a oxid sírový. S vodou tvoří hydráty různého složení.
S hydrogenuhličitanem sodným reaguje za vzniku oxidu uhličitého; pokud se přidá stabilizátor pěny, lze takto produkovat pěnu k hašení:
Al2(SO4)3 + 6 NaHCO3 → 3 Na2SO4 + 2 Al(OH)3 + 6 CO2
Oxid uhličitý je zachycován stabilizátorem pěny a tvoří hustou pěnu, která plave na povrchu uhlovodíkových paliv a brání přístupu atmosférického kyslíku, čímž udusí oheň. Tato pěna je nevhodná pro hašení polárních rozpouštědel, například ethanolu, protože se s nimi může smísit a rozpadnout se. Vznikající oxid uhličitý slouží i jako hnací plyn, který vytlačuje pěnu z nádoby, ať již přenosného hasicího přístroje nebo z pevné instalace. V USA se však taková chemická pěna považuje za zastaralou a byla nahrazena syntetickými mechanickými pěnami, například AFFF, které mají delší životnost, jsou účinnější a šířeji použitelné. V některých státech (např. Japonsku a Indii) se však chemické pěny stále používají.